# Đurđina Jauković
Đurđina Jauković (Nikšić, 1997. február 24. –) jugoszláv születésű montenegrói válogatott kézilabdázó, a román CSM București játékosa.

## Pályafutása

### Klubcsapatokban
Jauković pályafutását a ŽRK Danilovgradban kezdte, majd 2015-ben szerződtette a ŽRK Budućnost Podgorica, akikkel 2016-ban, 2017-ben és 2018-ban a montenegrói bajnokságot és az országos kupát is megnyerte. 2020 nyarától a francia Brest Bretagne Handball játékosa. 2024 nyaráig volt a francia klub játékosa, majd ezt követően hazaigazolt volna korábbi csapatához Podgoricába, ám a klub anyagi gondjai miatt Jauković inkább a román CSM București ajánlatát fogadta el.

### A válogatottban
2015-ben a junior-Európa-bajnokságon 71 góljával ő volt a torna legeredményesebb játékosa és őt választották a kontinenstorna legjobb játékosának is. A montenegrói válogatottal részt vett a 2015-ös világbajnokságon, valamint a 2016-os Európa-bajnokságon és a riói olimpián. A válogatott tagja volt a 2017-es világ- és a 2018-as Európa-bajnokságon is.

## Sikerei, díjai
- Montenegrói bajnokság győztese: 2016, 2017, 2018
- Montenegrói kupagyőztes: 2016, 2017, 2018
- A 2015-ös U19-es Európa-bajnokság legjobb játékosa és gólkirálya
- A Handball-Planet.com szavazásán Európa legtehetségesebb utánpótláskorú női játékosainak All-Star csapatának tagja 2016-ban[10]